# Hosho (portaerei)
La Hosho (鳳翔?, Hōshō, Fenice volante) era una portaerei di costruzione giapponese, prima unità di questo tipo adottata dalla Marina imperiale giapponese e quarta portaerei costruita prima della stesura del Trattato navale di Washington.
Partecipò alla seconda guerra sino-giapponese, assicurando copertura aerea durante lo sbarco a Shanghai del febbraio 1931, quindi, durante la guerra del Pacifico, alla battaglia delle Midway operando in seguito con compiti secondari, essendo ritenuta oramai obsoleta. 
Questo le permise di sfuggire alla sorte delle unità giapponesi coinvolte ritornando alla base. Declassata al ruolo di nave da addestramento finì la sua carriera operativa trasformata in nave da trasporto per il rimpatrio dei militari giapponesi dopo la resa del Giappone.

## Costruzione
Nei progetti originali la Hosho era dotata di un ponte di volo completo completamente sgombro ma anche di una piccola sovrastruttura sul lato destro dove era alloggiata la plancia. Successivamente venne rimossa, nel 1923, con lo spostamento della plancia nella sovrastruttura prodiera sotto il ponte di volo, caratteristica che la accomunava alla statunitense USS Langley ed a molte altre successive portaerei giapponesi.